# Alamanno Salviati
Alamanno Salviati (Florença, 21 de março de 1668 - Roma, 24 de fevereiro de 1733) foi um cardeal italiano do século XVIII.

## Biografia
Nasceu em Florença em 21 de março de 1668. Quarto dos seis filhos de Giovanni Vincenzo Salviati, marquês de Montieri, e Laura Corsi. Outros cardeais da família foram Giovanni Salviati (1517); Bernardo Salviati, OS Io.Hier. (1561); Anton Maria Salviati (1583); e Gregorio Salviati (1777).
Estudou com os ilustres professores Pascasio Gianetti e Giuseppe Averani; obteve um doutorado na Universidade de Pisa em 1696. Viajou pela Europa visitando cortes reais e academias literárias; depois, voltou para Florença e dedicou-se ao estudo, às reuniões com os eruditos e à assistência aos pobres com esmolas e visitas em suas casas quando estavam doentes. Em 20 de junho de 1690, tornou-se membro da Accademia della Crusca, em Florença, onde desenvolveu uma importante atividade literária e linguística. Após a morte de seu irmão Giovanni, prelado da cúria papal, seus amigos o persuadiram a ir a Roma.
Protonotário apostólico participantium, 18 de setembro de 1707. Referendário dos Tribunais da Assinatura Apostólica da Justiça e da Graça, 24 de setembro de 1707. Em 1707, foi nomeado núncio extraordinário na França para trazer o fascie benedette ao filho do duque de Borgonha. Vice-legado em Avinhão, 14 de agosto de 1711 até março de 1717; enquanto em Avinhão, ele recebeu James Francis Edward Stuart, que reivindicou o trono da Grã-Bretanha como James III e que estava a caminho de Roma. Presidente da Reverenda Câmara Apostólica, 14 de maio de 1717. Presidente da legação de Urbino, 1717-1728; ele então voltou para Roma; durante sua ausência em Roma, Filippo Carlo Spada, bispo de Pesaro, o substituiu; manteve o título de presidente de Urbino até sua promoção ao cardinalato.
Criado cardeal-presbitério no consistório de 8 de fevereiro de 1730. Participou do conclave de 1730, que elegeu o Papa Clemente XII. Recebeu o gorro vermelho e o título de S. Maria in Aracoeli, 24 de julho de 1730. Prefeito do Supremo Tribunal da Assinatura Apostólica de Justiça, 27 de julho de 1730. Protetor da Congregação Beneditina Vallombrosana, 17 de agosto de 1730. Legado em Urbino, 17 de fevereiro de 1731; legação renunciada, 18 de junho de 1732.
Morreu em Roma em 24 de fevereiro de 1733, às 20h30. Exposto em seu título, onde o funeral ocorreu em 26 de fevereiro de 1733. Mais tarde, conforme seu testamento, seu corpo foi trasladado para Florença e enterrado no túmulo de sua família na capela de S. Antonino na igreja de S. Marco.